# NGC 929
NGC 929 este o galaxie spirală situată în constelația Balena. A fost descoperită în 1886 de către Frank Muller.